# Хоменко Олексій Денисович
Олексій Денисович Хоменко (15 лютого 1919, Шестеринці — 14 січня 1994, Київ) — український науковець-агрохімік, фізіолог рослин, педагог. Доктор сільськогосподарських наук (1961), професор (1965). Автор понад 270 наукових робіт, розробник наукових основ сіркового живлення культурних рослин, інтеграційних методів оптимізації мінерального живлення рослин.
Учасник німецько-радянської війни, нагороджений декількома бойовими медалями. Понад 25 років — науковий співробітник Інституту фізіології рослин і агрохімії АН УРСР (1950—1951; 1958—1983), у різний час — керівник декількох лабораторій та відділів Інституту, зокрема протягом 11 років — завідувач відділу фізіології живлення рослин (1969—1980). Учень професора Петра Власюка.

## Життєпис

Могила Олексія Хоменка, Байкове кладовище

Народився 15 лютого 1919 року у селі Шестеринці на Черкащині. Батько, сільський вчитель Денис Мефодійович, був розстріляний німцями під час війни.
З 13 років працював на сільгоспроботах. У 1937 році закінчив Козачанський технікум зернових культур (нині — ПТУ № 37) у селі Козацьке, вступив до Уманського сільськогосподарського інституту.
У 1941 році, з початком німецько-радянської війни, пішов на фронт добровольцем, попри відстрочення до закінчення інституту. До випуску з інституту не вистачило року. За участь у бойових діях нагороджений декількома медалями.
Після завершення війни з відзнакою закінчив інститут у 1946 році. Тоді ж вступив до аспірантури Інституту фізіології рослин і агрохімії АН УРСР (ІФРА), проводив наукові дослідження під керівництвом професора Петра Власюка. Під час навчання в аспірантурі жив із родиною в гуртожитку на вулиці Челюскінців, де розташовувався інститут.
У 1949 році здобув науковий ступінь кандидата сільськогосподарських наук, захистивши дисертацію на тему «Влияние адсорбентов на улучшение условий корневого питания сельскохозяйственных растений». Протягом року (1950—1951) працював у відділі фізіології живлення рослин ІФРА, після чого був переведений до новоствореного Інституту агробіології Львівського філіалу АН УРСР (село Оброшине, Львівська область). У цей період родина Хоменків жила у Львові, в будинку на розі вулиць Коперника та Городоцької.
З 1956 року — завідувач лабораторії агрохімії та фізіології рослин. У цей період Олексієм Хоменком розроблені теоретичні основи раціонального використання місцевих ресурсів добрив з урахуванням ґрунтово-кліматичних умов регіону. На основі цих досліджень у 1961 році здобув науковий ступінь доктора сільськогосподарських наук, захистивши дисертацію на тему «Місцеві ресурси добрив західних районів УРСР та їх використання».
У 1958 році повернувся до ІФРА, спочатку очолив лабораторію фізіології живлення рослин (1958—1961), пізніше (1961—1964) — лабораторію застосування полімерів у сільському господарстві, після чого (1964—1968) — відділ біомінеральних та комплексних добрив. В Києві жив в місцевості теперішньої станції метро «Голосіївська».
З 1969 року — завідувач відділу фізіології живлення рослин. У 1983 році тимчасово переїхав до Кам'янець-Подільського, очолив кафедру агрохімії, фізіології рослин та ботаніки Кам'янець-Подільського сільськогосподарського інституту, викладав студентам, проводив лабораторно-практичні заняття. Через два роки, через погіршення стану здоров'я, вийшов на заслужений відпочинок та повернувся до Києва.
Донька — доктор біологічних наук, професор Лариса Лісневич (нар. 1947).
Наприкінці життя хворів на цукровий діабет, після Чорнобильської катастрофи зазнав ампутації лівої ноги. Помер за місяць до 75-го дня народження, 14 січня 1994 року, від серцевого нападу. Похований у Києві разом із дружиною, біля центрального входу до колумбарію Байкового кладовища.

## Наукова діяльність
Автор понад 270 наукових робіт, декількох авторських свідоцтв на винаходи.
Під час навчання в аспірантурі розробив метод сукупного застосування мінеральних добрив і сорбентів рядковим способом під час сівби цукрових буряків. Ця наукова робота була представлена на ВДНГ у Москві. З 1958 по 1968 роки досліджував рідкі складні добрива, капсульовані та комплексні мінеральні добрива, розробляв методи зростання їх ефективності.
На посаді завідувача відділу фізіології живлення рослин очолював науковий напрям з вивчення процесів асиміляції поживних речовин, способів регуляції й оптимізації умов кореневого живлення рослин. З 1973 року розробляв наукові основи сіркового живлення культурних рослин, інтеграційних методів оптимізації мінерального живлення рослин. Під керівництвом Олексія Хоменка співробітниками відділу створений новий вид комплексного мінерального добрива — нітроамосіркофоск.

## Науковий доробок (частковий)
- 1949 — «Влияние адсорбентов на улучшение условий корневого питания сельскохозяйственных растений» (дисертація)
- 1961 — «Місцеві ресурси добрив західних районів УРСР та їх використання» (дисертація та монографія)
- 1967 — «Комплексні мінеральні добрива і особливості їх застосування» (монографія)
- 1974 — «Транспорт питательных веществ и продуктивность растений» (монографія)
- 1976 — «Корневое минеральное питание и продуктивность растений» (монографія; у співавторстві)
- 1978 — «Пути регуляции процессов и способов корневого питания растений» (монографія; у співавторстві)
- 1981 — «Методические рекомендации по оптимизации минерального питания культурных растений» (у співавторстві)
- 1982 — «Совместное применение минеральных удобрений и гербицидов» (монографія; у співавторстві)
- 1983 — «Серное питание и продуктивность растений» (збірка наукових праць)
- 1985 — «Оптимізація мінерального живлення та удобрення культурних рослин в умовах районів Поділля УРСР» (методичні вказівки; у співавторстві)

### Авторські свідоцтва на винаходи (у співавторстві)
- 1987 — спосіб одержання складного гранульованого мінерального добрива довгострокової дії (у співавторстві)